# Wladimir Apziauri
Wladimir Apziauri (georgisch ვლადიმერ აფციაური; * 4. Februar 1962 in Manglissi, Georgische SSR; † 14. Mai 2012 in Tiflis) war ein georgischer Florettfechter, der für die Sowjetunion antrat.

## Erfolge
Wladimir Apziauri erfocht seine internationalen Erfolge allesamt im Mannschaftswettbewerb. Bei Weltmeisterschaften gewann er mit der sowjetischen Equipe 1982 in Rom den Titel, zwei Bronzemedaillen folgten 1985 in Barcelona und 1990 in Moskau. Bei den Olympischen Spielen 1988 in Seoul wurde er in der Mannschaftskonkurrenz gemeinsam mit İlqar Məmmədov, Anwar Ibragimow, Boris Korezki und Alexander Romankow Olympiasieger. Nach Siegen gegen China im Viertelfinale und Ungarn im Halbfinale besiegte die sowjetische Equipe Deutschland im Gefecht um Gold mit 9:5.
Nach seiner aktiven Karriere arbeitete er als Fechttrainer, unter anderem von 1998 bis 2006 für die Nationalmannschaft Kuwaits. Er war Präsident des georgischen Fechtverbandes.